# Ji Wei
Ji Wei é um atleta chinês que representou seu país nos Jogos Olímpicos de Verão de 2008, realizados em Pequim, na República Popular da China. Competiu na prova de 110 metros com barreiras masculino, no ramo do atletismo.